# Joan Agustí i Carreras
Joan Agustí i Carreras (? 1850 - Sant Martí de Provençals, 10 de gener de 1891) fou alcalde de Sant Martí de Provençals, població on residia des dels sis anys, des de 1885 fins a la seva mort. Farmacèutic de professió, amb un establiment al carrer Taulat, era conegut popularment com "en Joanet de la Maria de l'Hort". No es va casar ni va tenir fills. Als 22 anys ja era regidor republicà a l'Ajuntament de Sant Martí, després que dos anys abans hagués protagonitzat amb uns companys un intent de segregar el Poblenou i fer-ne un municipi independent de Sant Martí de Provençals. Problemes personals i econòmics al consistori van determinar que es llevés la vida el 1891. Hi va haver una polèmica pel fet que als diaris es publiquessin esqueles amb creu tractant-se d'un suïcida. Va ser tanmateix, un alcalde molt popular i té una placa dedicada al conjunt de vuit que hi ha a la Rambla del Poblenou.